# 空気軸受

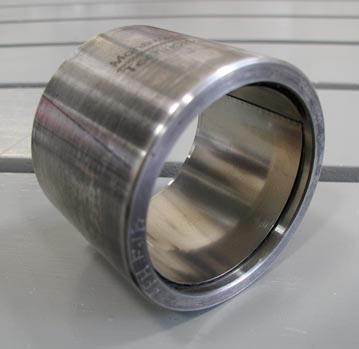
空気軸受

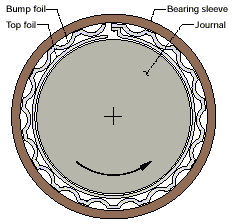
動圧型空気軸受の内部構造

空気軸受（くうきじくうけ）は流体軸受の一種で、作動流体に空気を用いたすべり軸受。軸（ジャーナル）と受け部（スリーブ）との間の空気圧によって荷重を支持する。
圧力の発生方法によって動圧型と静圧型とに大きく分けられる。作動流体が空気であるため、油軸受と比べ摩擦損失が少なく、運転可能温度範囲が広い。給廃油（潤滑）装置が不要なため保守が容易で、小型化もしやすい。しかしながら、低負荷容量・低剛性・低減衰性という欠点があり、さまざまな軸受構造が提案されている。

## 動圧型
軸（ジャーナル）の回転に引きずられた空気の流れが、くさび状に先狭まりとなっている部分にぶつかることで圧力が発生し（くさび効果）、荷重を支える。静圧型と比べ、コンプレッサーなどの装置が不要であるため小型化に有利である。軸を支えるのに十分な空気圧を発生するために、ある程度高い回転数で運転される装置において使用される。構造上、静止時には浮上しない。
このタイプの一種である foil bearing は、旅客機などの航空機におけるエアコンの心臓部にあたる air cycle machine (ACM) などで使用されている。

## 静圧型
コンプレッサーなどを用いて圧縮空気を直接軸受内に送り込むことで圧力を発生させ、荷重を支える。動圧型と比べ、軸が回転していなくても軸受としての性能を有しているのが特徴である。

## 用途
マイクロガスタービンや精密機械等の高速回転の軸受に使用される。